# 난황동맥
난황동맥(卵黃動脈, vitelline arteries)은 난황정맥에 대응하는 동맥이다. 난황정맥과 함께 난황동맥은 난황순환이나 난황낭에서 태아로 혈액을 이동시키는 데에 중요한 역할을 한다. 등쪽대동맥의 가지이다. 
복강동맥, 위창자간막동맥, 아래창자간막동맥이 난황동맥에서 발생한다.